# You Are the Only One (песма Сергеја Лазарева)
 песма је руског поп певача Сергеја Лазарева којом је представљао Русију на Песми Евровизије 2016. у Стокхолму. Композицију је урадио успешни евровизијски тандем — прослављени руски и грчки продуцент Филип Киркоров (представник Русије на Песми Евровизије 1995) и Димитрис Контопулос. За сценску изведбу побринуо се Фокас Евангелинос. Исти тим је стајао иза наступа Украјине у Београду 2008, коју је тада представљала Ани Лорак нумером Shady Lady, као и наступа сестара Толмачов у Копенхагену 2014, песмом Shine. Текст за песму написали су Џон Балард и Ралф Чарли. You Are The Only One је песма дужине три минуте и шест секунди поп жанра са назнакама шлагера. У песми, Сергеј пева о изгубљеној љубави и користи снагу природе не би ли повратио своју вољену. 29. јула 2016. снимљена је руска верзија песме под називом Пусть весь мир подождёт (Нека цео свет чека).

## Порекло и издање
"Драги пријатељи! Врло сам срећан и почаствован што представљам своју земљу на Песми Евровизије 2016! Радујем се овом узбудљивом искуству и надам се да ће се свима вама допасти моја песма, онолико колико се мени свиђа. Пожелите ми срећу! Хвала вам."

—Сергејева објава на Инстаграму након што је изабран да представља своју земљу на Песми Евровизије
Дана 10. децембра 2015, најављено је да ће Сергеј представљати Русију на избору за Песму Евровизије која је требало да се одржи наредне године у Стокхолму. Ово је објављено након церемоније доделе Руских националних музичких награда, где је Лазарев добио титулу Певача године.
Тизер дужине трајања од 12 секудни, објављен је 29. фебруара 2016. Спот је објављен 5. марта на званичном Јутјуб каналу Сергеја Лазарева. Песма је премијерно изведена у руској верзији плесног шоу-а Плес са звездама (рус. Танцы со звездами).

## Музички видеозапис
Редитељ видео-спота је Константин Чеперков, који је већ радио са Сергејем на спотовима за песме In The Heart, It Is All Her и друге. Иако снимљени још у децембру, песма и спот су се држали као строго чувана тајна до своје премијере. Песма је премијерно објављена 5. марта 2016. на званичном Јутјуб каналу Сергеја Лазарева у трајању од 3:06 минута. Песма је за један дан прегледана милион пута. Спот је креиран помоћу софистицираног 3D мапирања. У посебно уређеном белом студију, користећи специјалне графичке програме, радиклано је промењено окружење у ком су смештени актери спота. Приликом снимања готово да није било монтаже, већ је све снимано са дугим сценама што гледаоцу даје осећај као да је видео урађен у реалном времену. Како би ово постигли, пре снимања су испробавали покрете камере, промене светла и костима, као и наступ плесача. Како кажу, било каква грешка терала их је да снимају све испочетка, али на крају су добили веома узбудљив видео-спот. У њему се појављује и Мис Русије из 2015, Владислава Јевтученко. Сергеј је истакао да ће се наступ доста разликовати од спота. Сама песма је примила позитивне критике како од стране музичких критичара, тако и од слушалаца.

## Песма Евровизије
Сергеј је наступио у првој полуфиналној вечери Евровизије, одржаној 10. маја, под редним бројем 9 и са доста захтевном кореографијом; ту се пласирао први, освојивши убедљива 342 поена. Велико финале је одржано четири дана касније, када је Сергеј наступио под редним бројем 18. На крају вечери објављени су одвојени гласови жирија и публике. Иако је победио у телевотингу, пласирао се 3, освојивши 491 поен. За своју песму је освојио награду People's Choice.